# 196 Philomela
Philomela (asteroide 196) é um asteroide da cintura principal com um diâmetro de 136,39 quilómetros, a 3,0442232 UA. Possui uma excentricidade de 0,02269419 e um período orbital de 2 008 dias (5,5 anos).
Philomela tem uma velocidade orbital média de 16,87600866 km/s e uma inclinação de 7,26092957º.
Este asteroide foi descoberto em 14 de Maio de 1879 por Christian Peters.
Este asteroide recebeu este nome em homenagem à personagem Filomela da mitologia grega.